# Ollao

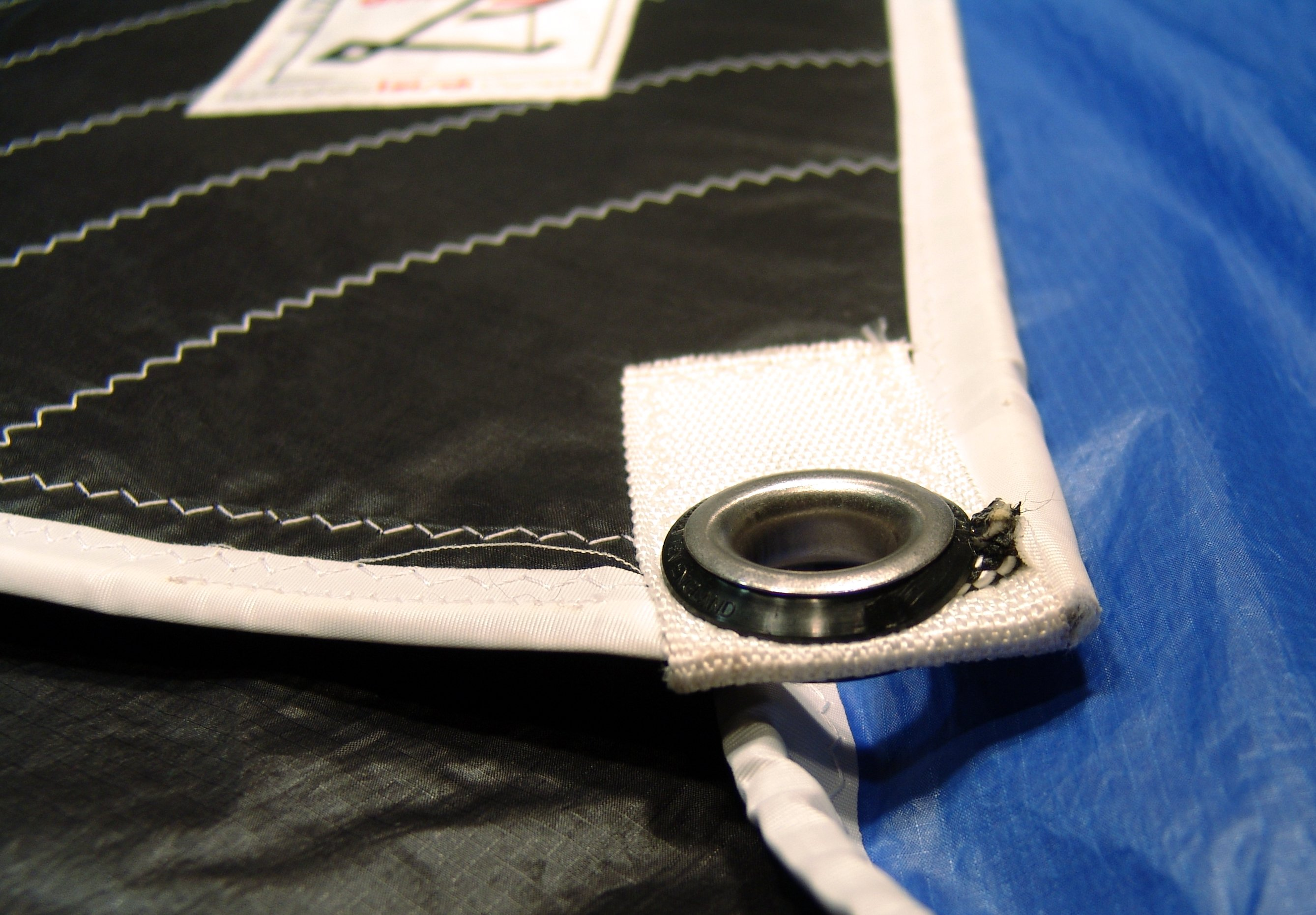
Ollao

En náutica, el Ollao (Ollado) es cada uno de los ojetes de tamaño proporcionado a su uso, que se hace en puntos convenientes de cada una de las velas, toldos, etc. para que pase por ellos alguno de los cabos. (fr. œillet; ing. Cringle, Eye; it. Occhio). 
Sirven bien para sujetarlas como los envergues, bien para disminuir su superficie, como los rizos o para aumentarla como las culebras o pasaderas, las badazas, etc.

## Tipos
- Ollao de Driza: (ing. Peak cringle).
- Ollao de Pena: (ing. Throat cringle).
- Ollao de Amura: (ing. Clew cringle).
- Ollao de Escota: (ing. Tack cringle).
- Ollao de Rizos: (ing. Reefing cringle).
- (ing. Reefing point).